# Igrek (budynek)
Igrek lub Wiatrak – popularne nazwy bloku mieszkalnego w Warszawie, zlokalizowanego w dzielnicy Śródmieście przy ul. Emilii Plater 55. Obiekt został wzniesiony na planie litery Y i miał nawiązywać do kształtu gmachu UNESCO w Paryżu. Ukończony w 1964 r. był jednym z największych budynków mieszkalnych wzniesionych w Warszawie w latach 60.
Powstał jako budynek osiedla Mariańska zrealizowanego w latach 1961–1967 (projekt Hanna Lewicka i Wojciech Piotrowski) między ulicami: Emilii Plater, Twardą i Świętokrzyską. Był to pierwszy warszawski „mrówkowiec”. Zaprojektowano w nim mieszkania dla 920 lokatorów. Około 1967 r. budynek uważano za największy obiekt mieszkalny w Warszawie.